# Persönliche Hauswirtschaft

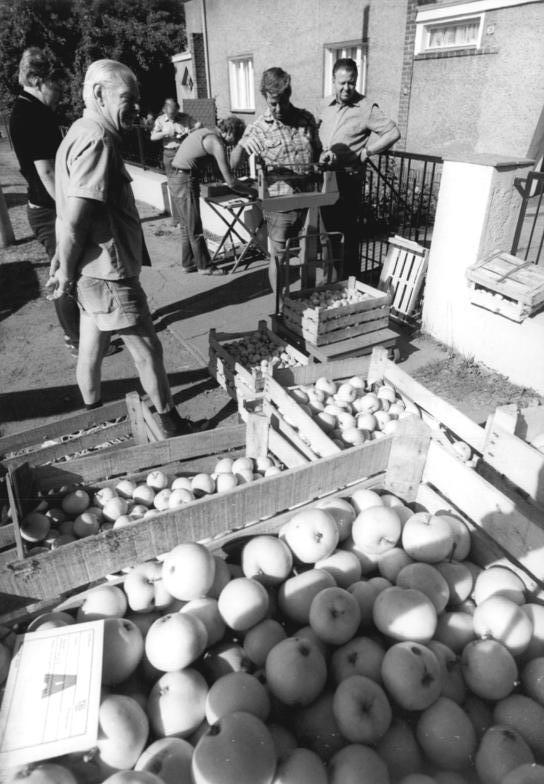
Die Hälfte des verkauften Obstes wurde in der DDR 1981 in persönlichen Hauswirtschaften erzeugt

Persönliche Hauswirtschaft oder individuelle Hauswirtschaft bezeichnete in der DDR die 0,5 ha Landwirtschaftliche Nutzfläche (LN), die jeder Landwirt, nachdem er einer Landwirtschaftlichen Produktionsgenossenschaft (LPG) beigetreten war, weiter selbst auf eigene Kosten und eigenen Nutzen bewirtschaften durfte.
In den Statuten zur Gründung der LPGen war festgelegt, dass man seine gesamte Fläche einbringen musste mit der Ausnahme von 0,5 ha, auf denen auch eine bestimmte Anzahl Tiere gehalten werden durfte. Bei einer LPG Typ III waren dies höchstens zwei Kühe, zwei Mutterschweine, maximal fünf Schafe und eine unbegrenzte Zahl Kleinvieh. Nach der Zwangskollektivierung 1960 wurde von vielen unfreiwilligen Genossenschaftsbauern die Arbeitsenergie für diese kleinen eigenen Flächen verwendet und in den LPGen gab es eine „Arbeite-langsam-Ideologie“.
Die Hauswirtschaften, die anders als in den sowjetischen Kolchosen von Anfang an vorgesehen waren, hatten ursprünglich der Existenz- und Ernährungssicherung der Landbevölkerung gegolten. Nachdem 1977 die Beschränkungen der Tierhaltung für Privatpersonen entfielen, waren sie eine hervorragende Einnahmequelle für die LPG-Mitarbeiter, die zu rund zwei Dritteln davon Gebrauch machten. Hauptursache war die im Sozialismus politisch gewollte Diskrepanz zwischen staatlichen Einkaufs- und Verkaufspreisen. Die Erlöse für die gelieferten Produkte überstiegen die Verkaufspreise in den Läden um ein Vielfaches. Es kam vor, dass Bullen mit Brot gefüttert wurden, weil dies billiger im Einkauf war als Viehfutter. Kaninchen wurden mit Haferflocken gemästet, um sie dann teuer an den staatlichen Handel zu verkaufen. Es kam auch vor, dass Kaninchen oder Eier zu billigen Preisen im Einzelhandel gekauft wurden, um sie später teurer an die staatlichen Einkaufsorganisationen zu verkaufen. Es bestand die absurde Situation, dass man Kaninchen für 15,- Mark kaufen und für 60,- Mark wieder verkaufen konnte.
| Produkt          | Anteil |
| ---------------- | ------ |
| Gemüse           | 28,8   |
| Obst             | 50,7   |
| Kaninchenfleisch | 99,8   |
| Eier             | 44,2   |
| Bienenhonig      | 98,0   |

Die individuellen Haushaltungen wurden in der Zeit danach auch immer wichtiger für die Versorgung mit Lebensmitteln. Außer durch die Aufhebung der erlaubten Anzahl der Tiere wurde ab 1977 versucht, mit Mastverträgen und günstigen Krediten sowie Prämien die Produktion in den Hauswirtschaften zu erhöhen. Es wurden, nachdem der Rat für gegenseitige Wirtschaftshilfe (RGW) zugestimmt hatte, ab 1978 an die privaten Erzeuger von Obst und Gemüse höhere Erlöse ausgezahlt als an die Produktionsgenossenschaften. Das kam einem Eingeständnis gleich, dass letztere nicht in der Lage waren, eine ausreichende Versorgung zu gewährleisten.
Die Liberalisierung der Politik gegenüber den privaten Haushaltungen führte auch zu einer Ausweitung der durch diese bewirtschafteten Flächen. 1976 wurden mit 240.000 ha rund 3,8 Prozent der LN von diesen bewirtschaftet. Bis 1985 hatte sich die Fläche auf 629.920 ha erhöht, was 10,1 Prozent der LN entsprach. Dort wurden acht Prozent der Netto-Nahrungsmittelproduktion erzeugt, wobei berücksichtigt werden muss, dass ein erheblicher Anteil selbst verbraucht wurde oder auf andere Art nicht in die Statistik einging.
Ein Problem mit den privaten Haushaltungen ergab sich für die Führungsgremien der LPGs durch die gesetzliche Regelung, dass die Arbeitsleistung im Betrieb durch die individuelle wirtschaftliche Betätigung nicht eingeschränkt werden durfte, was aber oft nicht eingehalten wurde. In der Praxis war es oft so, dass viele Mitarbeiter im Zweifelsfall ihrer Arbeit fernblieben und sich lieber um ihren privaten Kleinbetrieb kümmerten. Der Beitrag zum Haushaltseinkommen durch diese war oft höher als das Arbeitseinkommen in der LPG. Regelmäßig wurde auch beklagt, dass durch die privaten Haushaltungen den Genossenschaften Futter- und Betriebsmittel entzogen würden. Andererseits hatten viele Landwirte eine besondere Motivation dadurch, dass ihnen die Hauswirtschaft eine Möglichkeit bot, zumindest in kleinem Umfang weiter als selbstständiger Landwirt tätig zu sein.